# Il corsaro della Giamaica
Il corsaro della Giamaica è un film prodotto negli Stati Uniti d'America dalla Universal Studios, diretto da James Goldstone e distribuito nel 1976. Il film è basato sulla storia "The Scarlet Buccaneer", scritta da Paul Wheeler e adattata per lo schermo da Jeffrey Bloom.

## Trama
In Giamaica nel 1718, una banda di pirati guidata dal capitano "Red" Ned Lynch si oppone a un avido e pervertito sovrano, il malvagio Lord Durant. Durant ha incarcerato senza pietà il suo Lord e sfrattato la moglie e la figlia. Quest'ultima, Jane Barnet, tenta un salvataggio con l'aiuto di Lynch.